# Municipio de Esmond (Dakota del Sur)
El municipio de Esmond (en inglés: Esmond Township) es un municipio ubicado en el condado de Kingsbury en el estado estadounidense de Dakota del Sur. En el año 2010 tenía una población de 61 habitantes y una densidad poblacional de 0,3 personas por km².

## Geografía
El municipio de Esmond se encuentra ubicado en las coordenadas 44°15′32″N 97°45′40″O / 44.25889, -97.76111. Según la Oficina del Censo de los Estados Unidos, el municipio tiene una superficie total de 203.35 km², de la cual 203,35 km² corresponden a tierra firme y (0 %) 0 km² es agua.

## Demografía
Según el censo de 2010, había 61 personas residiendo en el municipio de Esmond. La densidad de población era de 0,3 hab./km². De los 61 habitantes, el municipio de Esmond estaba compuesto por el 100 % blancos. Del total de la población el 0 % eran hispanos o latinos de cualquier raza.